# Vem gjorde skyn så klar och blå
Vem gjorde skyn så klar och blå är en psalmtext för barn översatt till svenska av Betty Ehrenborg. Psalmen har tre 10-radiga verser i 1908 års version men fyra 6-radiga verser i versionen för barnen 1929.
Melodin är i Ass-dur i meterklass 74.

## Psalmen publicerad i
- Svensk söndagsskolsångbok 1908 som nr 3 under rubriken "Guds härlighet".
- Lilla Psalmisten 1909 som nr 210 under rubriken "Sånger vid särskilda tillfällen".
- Svenska Missionsförbundets sångbok 1920 som nr 18 under rubriken "Skapelsen".
- Svensk söndagsskolsångbok 1929 som nr 19 under rubriken "Guds makt och härlighet".